# Tapete de Beiriz
O chamado tapete de Beiriz é um produto de artesanato rústico em lã, originário da freguesia de Beiriz, do município da Póvoa de Varzim, distrito do Porto, em Portugal.
Estes tapetes celebrizaram-se pelo chamado "ponto de Beiriz", mas também pelo "ponto estrela" e pelo "ponto zagal". A sua característica mais notável é o facto de o desenho do tapete se manter quando este é virado do avesso.
Estas peças de artesanato são produzidas em teares 100% manuais, sendo este um trabalhoso extremamente minucioso e que envolve grande pericia.

## História
A sua origem está na antiga fábrica de Tapetes Beiriz, cuja fundação data de 1919, tendo encerrado as suas atividades na década de 1970.
Em 1919, Hilda Brandão, uma aristocrata Portuguesa criada no Brasil a viver em Beiriz, Povoa de Varzim, decide reavivar a tradição da tapeçaria e introduz a técnica do nó Turco, que rapidamente ganhou a designação de nó Beiriz. Com sucesso imediato, o negócio rapidamente cresceu para a forma de uma sólida industria.
Encerrou na década de 70.
Em 1988, uma empresária alemã vê na arte de Beiriz uma oportunidade para erguer um negócio. Assim, adquiriu alguns dos teares da antiga empresa e recrutou alguns dos seus ex-trabalhadores, possibilitando que Beiriz voltasse a ver produzidos os seus amados tapetes.
Para além de casas particulares, os famosos Tapetes de Beiriz podem ser vistos e pisados nos salões nobres das Câmaras Municipais do Porto e de Lisboa,Teatros Nacionais, Palácios, bem como no Tribunal Internacional de Haia (Países Baixos).
Angola é um dos principais mercados para este tipo de tapeçarias, sendo que estas podem ser apreciadas em quase todos os edifícios públicos, governamentais e institucionais.